# Amegilla eritrina
Amegilla eritrina är en biart som först beskrevs av Heinrich Friese 1915.  Amegilla eritrina ingår i släktet Amegilla och familjen långtungebin. Inga underarter finns listade i Catalogue of Life.